# Новая таможня (Дюссельдорф)
Новая таможня (нем. Neuer Zollhof [в русской транскрипции — «Нойер Цолльхоф»]) — комплекс зданий «Художественного центра и центра средств массовой информации Рейнской гавани» в Дюссельдорфской гавани (федеральная земля Северный Рейн-Вестфалия), построенных в стиле деконструктивизма по проекту американского архитектора Фрэнка Гери. Комплекс также известен под названием «Gehry-Bauten» («Строения Гери»).

## История
В начале 1990 года был объявлен конкурс на лучший проект новых сооружений на территории бывшего таможенного двора. Победу в конкурсе одержал проект, предложенный лондонским архитектором Захой Хадид. Однако, несмотря на то, что этот проект был доведен до стадии строительной готовности, реализован он так и не был.
В 1994 году был утвержден проект, предложенный архитектурным бюро Фрэнка Гери. Комплекс состоит из трёх зданий: северо-восточный корпус — восемь 3—13 этажных блоков белого цвета, юго-западный — восемь 3—11 этажных блоков тёмно-красного цвета и средний — четыре зеркальных 6-этажных блока. Зеркальный корпус имеет гофрированную форму, так что в нём причудливо отражаются два других корпуса, образованных несимметричными наклонными линиями и дугами.

## Технические данные
- Полезная площадь помещений — 39 400 м²[2]
- Строительная площадь — 11 000 м²
- Объем зданий — 166 400 м3
- Расход бетона — 35 200 м3
- Стоимость проекта и строительства — 60 000 000 €

## Галерея

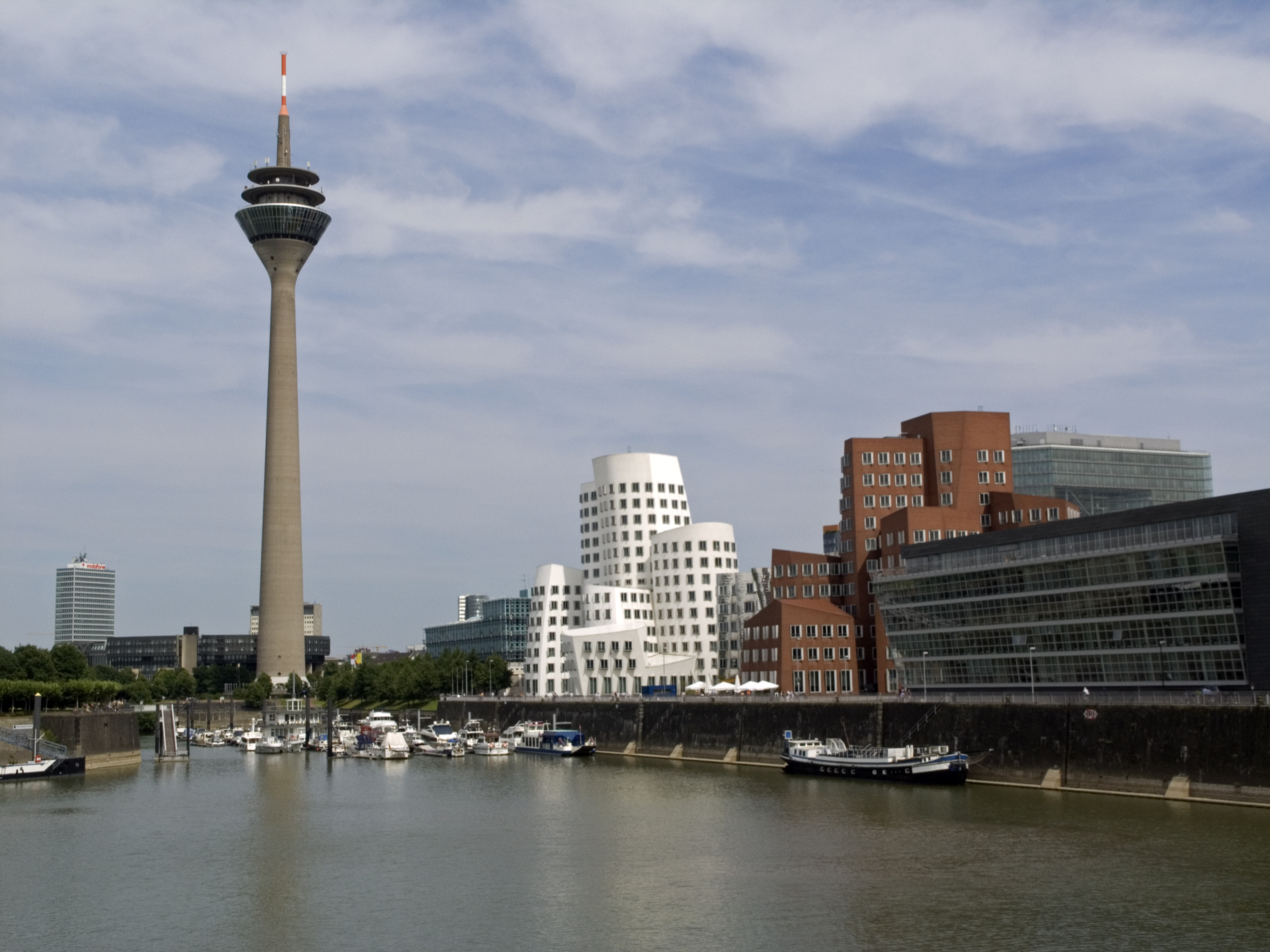
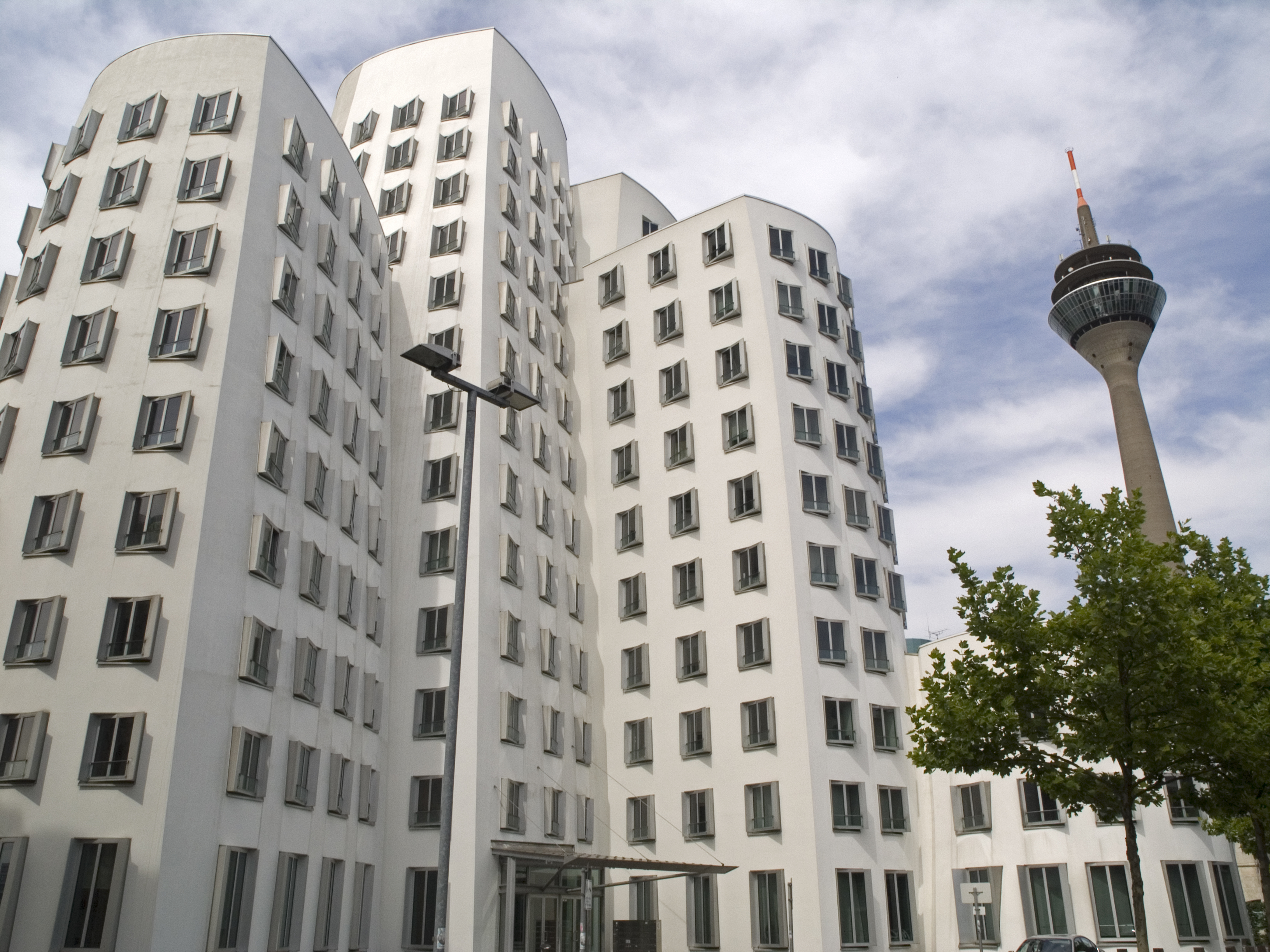
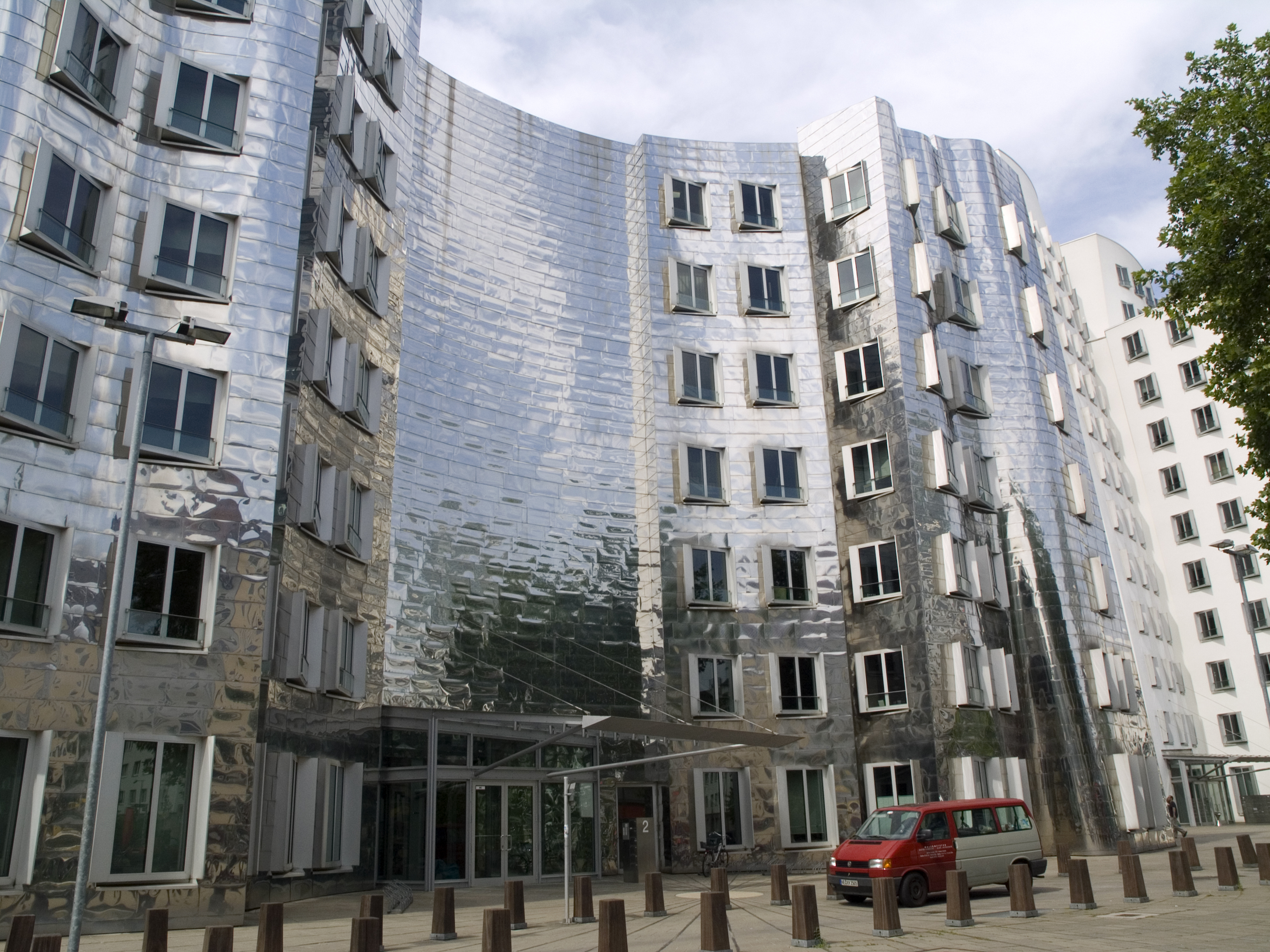
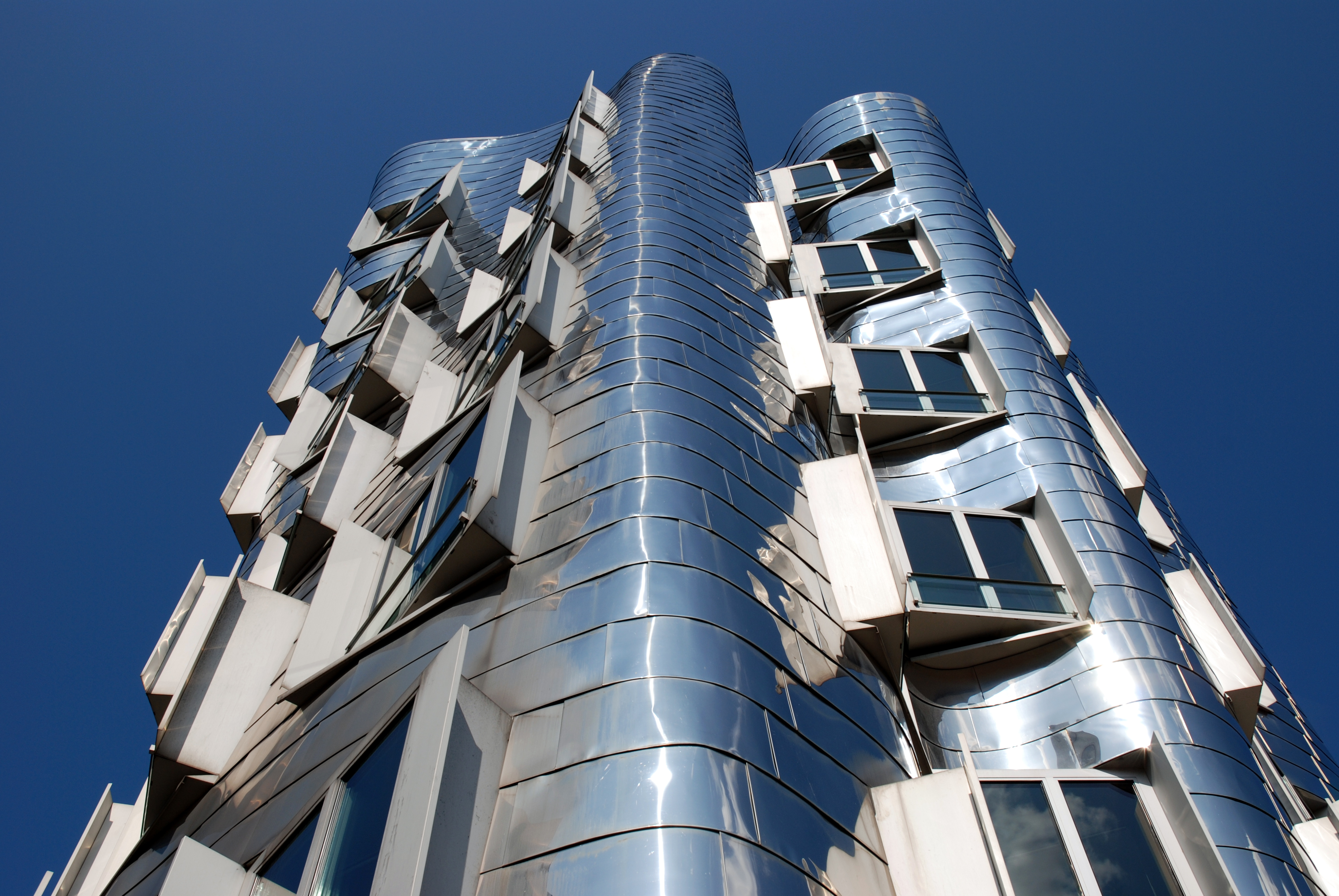
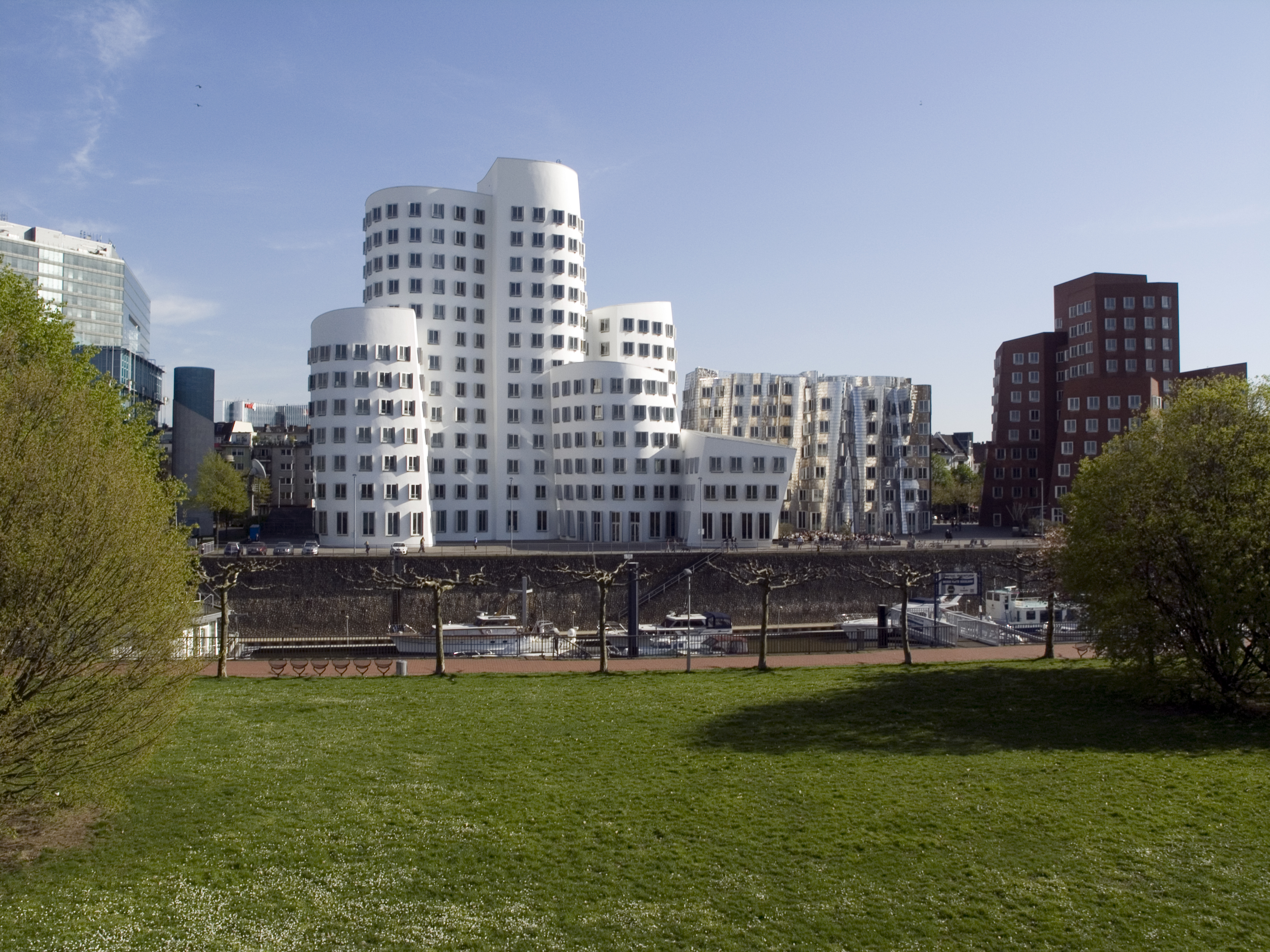
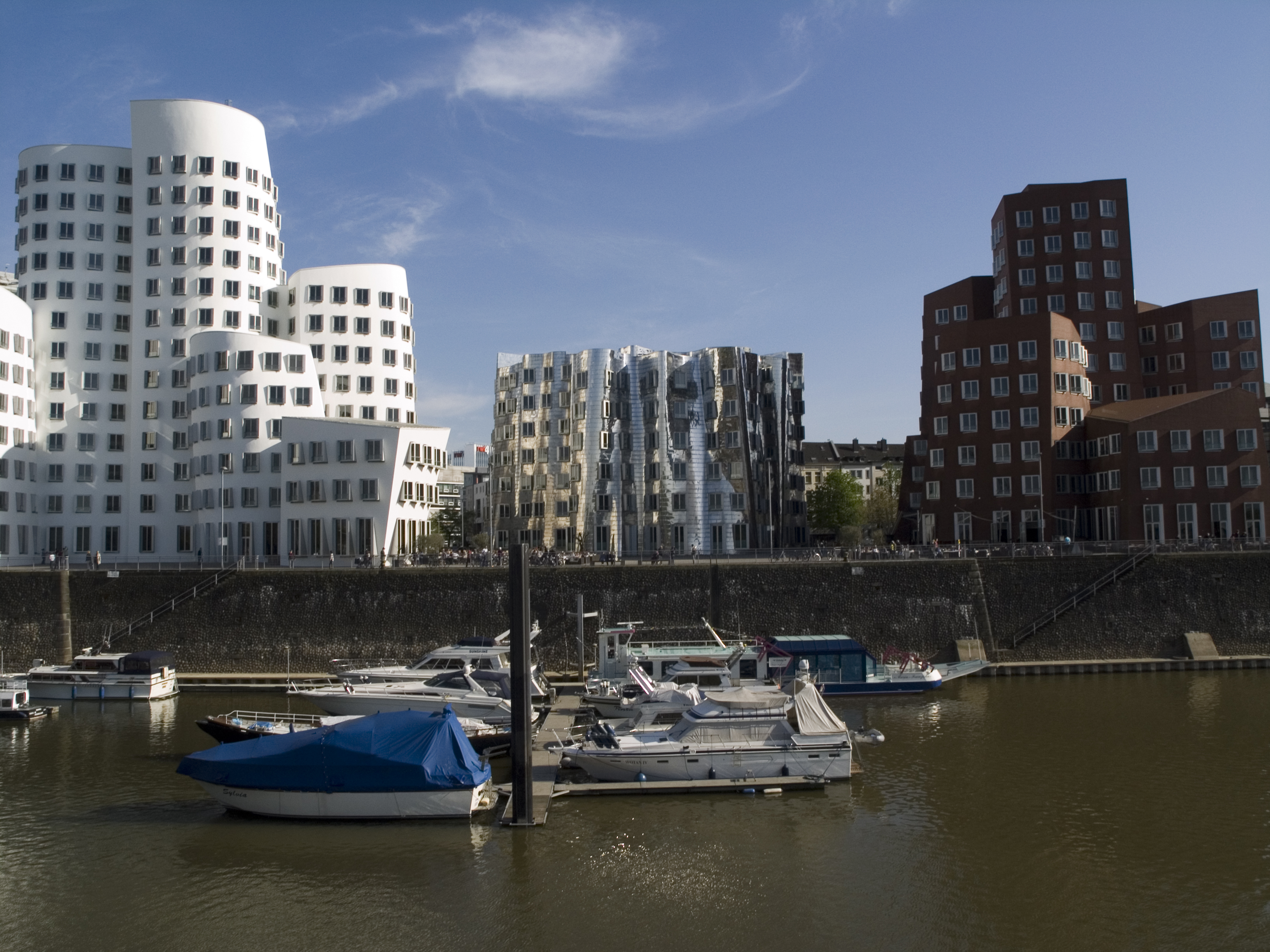
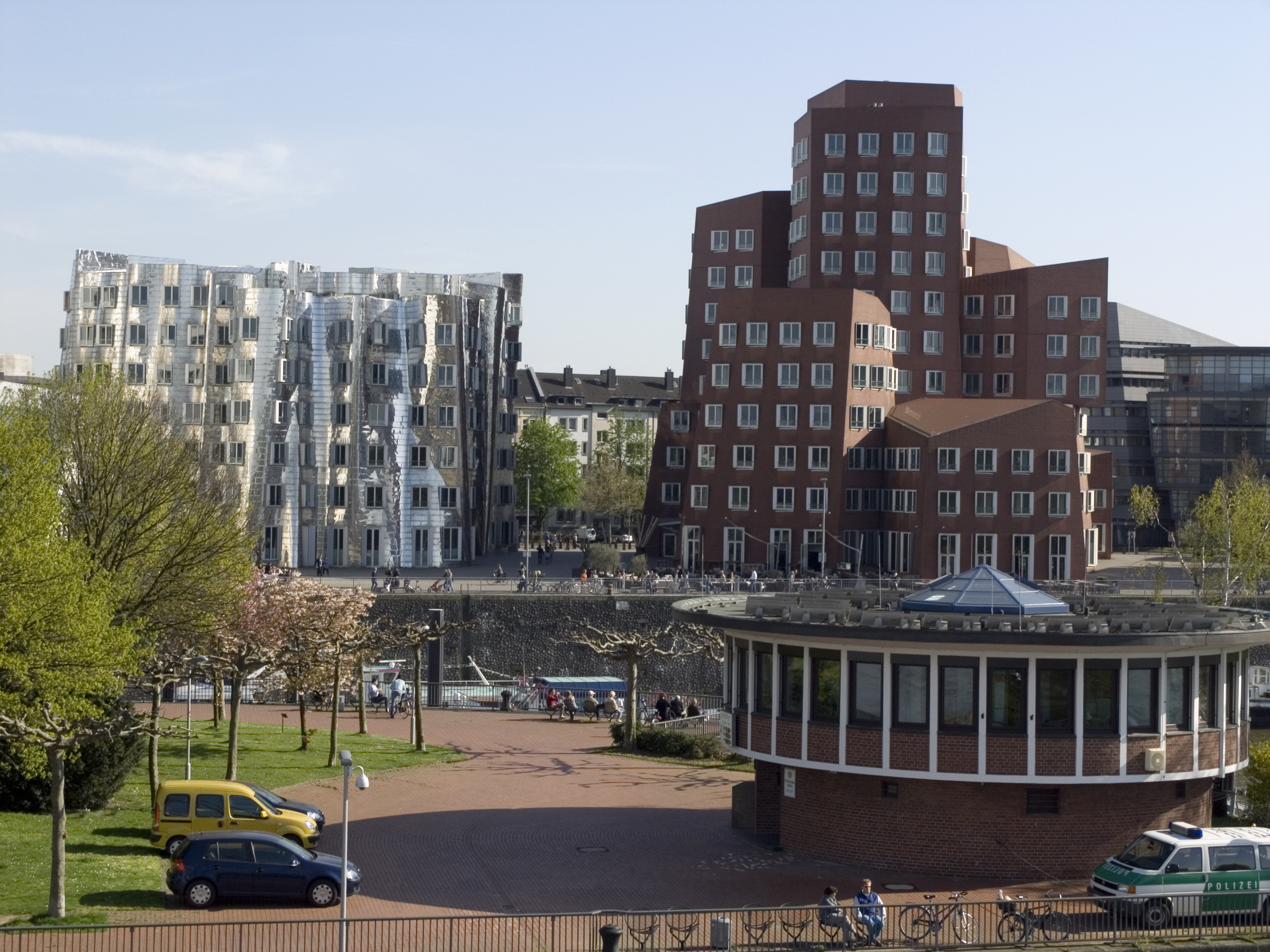